# Селиваново (Тульская область)
Селиваново — село в Щёкинском районе Тульской области России.
В рамках административно-территориального устройства является центром Селивановской сельской администрации Щёкинского района, в рамках организации местного самоуправления является входит в сельское поселение Яснополянское.

## География
Расположено на берегу реки Солова, недалеко от устья. Высота центра селения над уровнем моря — 144 м.
Уличная сеть:
В селе 16 улиц. 
Расстояние до
- районного центра: Щекино 17 км;
- областного центра Тула 33 км;
- столицы Москва 197 км[8].

Ближайшие населенные пункты
Николаевка 2 км, Спасское 2 км, Нератное 3 км, Пруды 3 км, Крюковка 3 км, Лесной 4 км, Юрьевка 4 км.

## Население
| 2002 | 2010  |
| ---- | ----- |
| 1294 | ↘1146 |

## История
Село находилось в 23 км. от города Щёкино Крапивенского уезда, в нём сохранились остатки усадьбы князей Урусовых, построенной, предположительно, в первой четверти XVIII в. В Селиваново была Успенская церковь (церковь Успения Божьей Матери), вероятная дата строительства 1730—1743 годы. От церкви остались колокольня и кладбище с могилами владельцев барской усадьбы: захоронения Гурьевых и жены последнего владельца усадьбы – Е. П. Волынской (урожд. Козловой).
Жители трёх деревень, в том числе и из Селиваново, на сельском сходе решили обучать своих детей грамоте, для чего нужно было построить и открыть школу. Селивановская школа строилась на народные деньги (по 20 копеек с души) и была построена очень добросовестно — здание прослужило 130 лет, прежде, чем появилась новая современная школа, открывшаяся только в 1986 году. Школу строил местный селивановский помещик Александр Иванович Волынский. Из этого факта следует, что селу не менее 140—150 лет.

## Инфраструктура
В селе действует малое предприятие по переработке древесины.
Жители села содержат личное подсобное хозяйство, выращивают КРС, овец, коз, птицу, занимаются пчеловодством. В Селезнёво работают сельскохозяйственные предприятия, несколько КФК, развитая торговая сеть, муниципальные и коммунальные предприятия. «Селивановская средняя школа № 28», «Селивановский детский сад №57», МБУ «Детский оздоровительный лагерь им. О. Кошевого», МУЗ «Селивановская амбулатория», МКУК (филиал) «Головеньковская поселенческая библиотека» .
Селивановское райпо обеспечивает продуктами не только жителей села Селиваново, но и других жителей района, развита сеть мелкорозничной торговли, работают объекты бытового обслуживания — центры досуга, есть своя парикмахерская, несколько магазинов, аптека, детский сад.
В селе базируется ГПОУ ТО «Крапивенский лесхоз-техникум». Студенты ухаживают за растениями в одном самых известных дендрологических ботанических садов, который находится на территории усадьбы лесхоза-техникума и отнесен к памятникам природы регионального значения. Дети школьного возраста получают знания в Селивановской средней школе № 28.

## Достопримечательности
- В селе есть недействующая Успенская церковь, от которого уцелела двухъярусная колокольня[19]. Год постройки — не позже 1713[20]. Начата реконструкция здания церкви (старой школы) и колокола.
- Усадьба в Селиваново. Точная дата постройки неизвестна. Предположительно — первая четверть XVIII века[21].

## Туризм
На реке Солова разработаны маршруты для любителей сплава на каяке на участке от села Карамышево до Селиваново.